# L'Origine du temps
L'Origine du temps, la dernière théorie de Stephen Hawking est un ultime essai posthume de vulgarisation scientifique et philosophique des cosmologues Thomas Hertog (en) et Stephen Hawking, édité en mars  2023 aux éditions Odile Jacob, sur la question des théories de l'origine de l'Univers, du temps et de la vie,.

## Résumé
Thomas Hertog (en) est l’un des principaux élèves, puis l’ultime collaborateur et ami durant les 20 dernières années de vie de Stephen Hawking (1942-2018) de l’université de Cambridge en Angleterre. Il publie cet ouvrage scientifique posthume en mars 2023 sur ses ultimes travaux, théories, et pensées philosophiques, établis avec son célèbre professeur puis collaborateur, disparu en 2018, ultime mise à jour des précédents ouvrages Une brève histoire du temps (1988), Une belle histoire du temps (2005), Y a-t-il un grand architecte dans l'Univers ? (2011), Brèves réponses aux grandes questions (2018).... La préface cite « Peu avant sa mort, Stephen me confia qu’il était temps d’écrire un nouveau livre. Le voici »,. Le titre « L’Origine du temps » fait allusion à leurs ultimes perspectives de la naissance darwiniennes des lois de la physique classique, de la physique quantique, des mathématiques, de l'Univers, et de l'évolution biologique de la vie, et à l'ouvrage L'Origine des espèces de 1859, de Charles Darwin. 

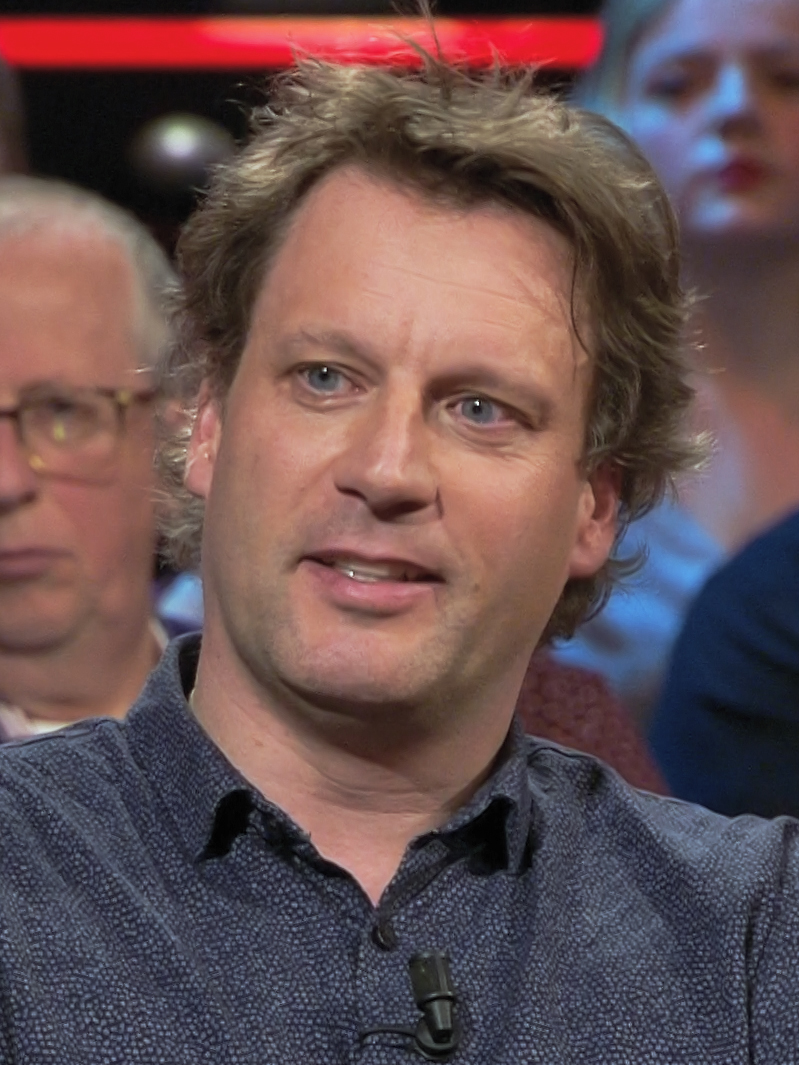
Thomas Hertog, en 2018.

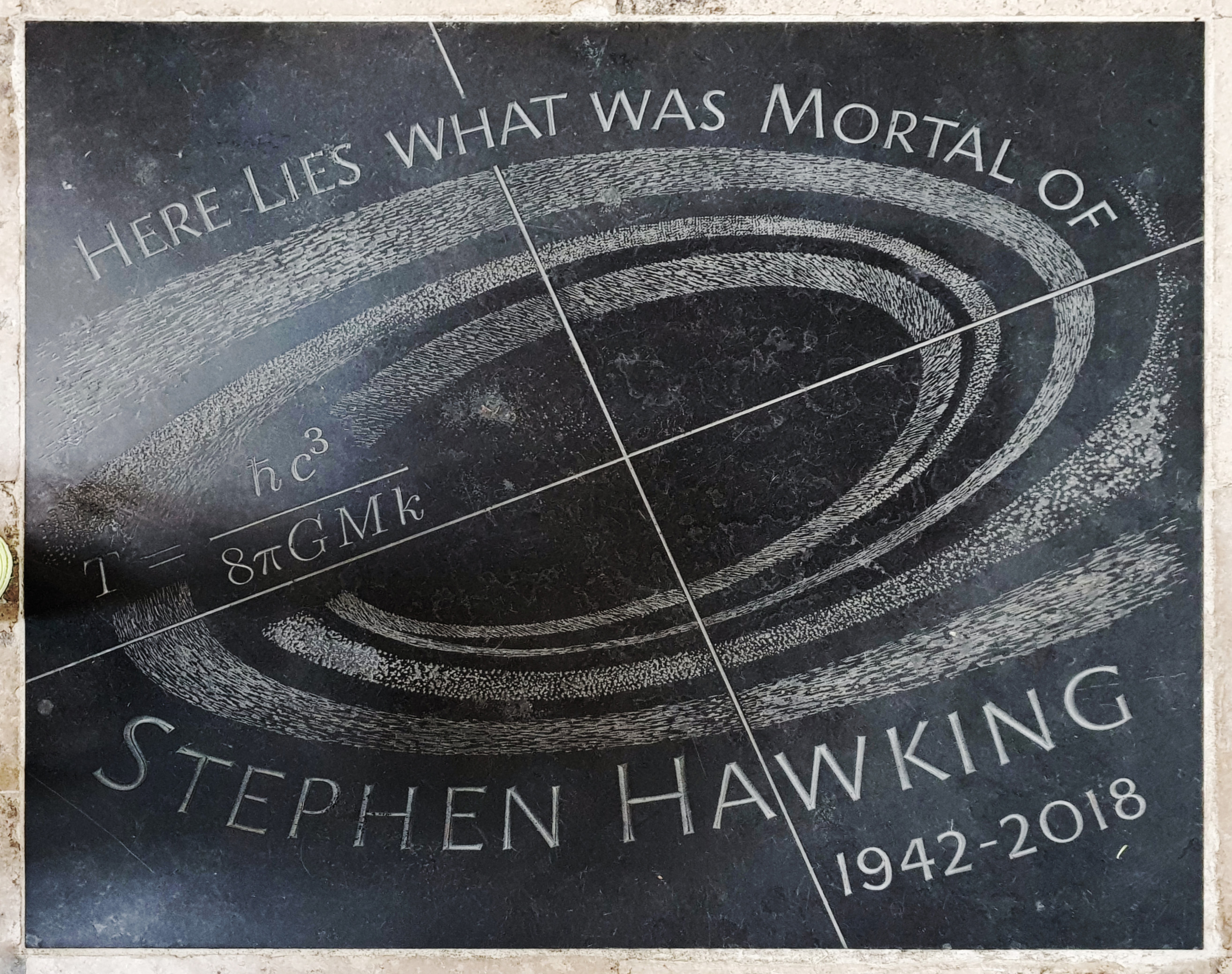
Sépulture de Stephen Hawking (1942–2018) à l'Abbaye de Westminster de Londres, entre Isaac Newton et Charles Darwin.

Cet ouvrage résume une partie de l'histoire de la cosmologie depuis l'Antiquité, jusqu'à leurs ultimes théories scientifiques et métaphysiques de prédilection sur la question des origines du monde, avec entre autres leur étude du Big Bang né d'un atome primitif, leur « théorie quantique du cosmos » (cosmologie quantique), à l'origine du « cosmos biofavorable » (ou « biophile ») favorable à l'origine de la vie sur Terre, au fond diffus cosmologique, à l'inflation cosmique, à l'espace-temps de la relativité générale d'Albert Einstein, au cône de lumière, aux trous noirs (supergravité, théorèmes sur les singularités, rayonnement de Hawking...), jusqu'à leurs ultimes théorie M et principe holographique de la théorie des cordes de la physique quantique et de la théorie du tout (physique) et théorie du tout (philosophie)...

## Interview de Thomas Hertog
Dans une interview de la RTBF réalisée peu avant la parution du livre par Fabienne Vande Meerssche dans le cadre de la série d'émissions « Les Éclaireurs », Thomas Hertog livre le fond de la pensée de Stephen Hawking et commente également sa propre contribution réalisée alors qu'il était doctorant de Hawking.
La thèse de la théorie cosmologique que Hawking a développée avec son doctorant est que l'origine du temps est le Big Bang et que les lois de la physique ne précèdent pas le Big Bang, mais sont nées avec lui. L'hypothèse principale de leur travail est que les lois de la physique évoluent avec le temps, au moins pendant le tout premier instant de l'Univers et ne sont pas transcendantes et immuables à l'échelle de la naissance de notre Univers comme le supposent les théories de Newton et d'Einstein.
La découverte de Hawking et de son doctorant a été une surprise totale. La théorie quantique sur l'origine de l'Univers a conduit à une théorie quantique inattendue sur l'origine du temps. Le temps commence au moment du Big Bang et disparaît également dans les trous noirs. La théorie quantique du Big Bang est étroitement liée à la théorie cosmologique quantique des trous noirs, principale contribution de Hawking à la physique. Le principal résultat de leurs travaux est que les lois de la physique sont subordonnées aux phénomènes émergents et évoluent avec eux. D'où l'allusion faite dans le livre à la théorie de l'évolution de Darwin, car le temps et les lois de la physique évoluent également selon leur théorie.
L'épigraphe du livre est « La question de l'origine cache l'origine de la question », une phrase empruntée par Hertog au poète belge et liégeois François Jacqmin. En d'autres termes, comme le souligne également Fabienne Vande Meerssche dans cette interview, « la théorie physique de l'origine contient l'origine de la théorie ».
Selon Hertog, Hawking n'a pas voulu faire de la philosophie, mais a fait de la philosophie en faisant de la cosmologie quantique. Hawking souhaitait percer les mystères de la physique et de l'Univers et, malgré son état physique, il a pu communiquer son enthousiasme optimiste à son groupe de recherche à Cambridge. La théorie quantique actuelle du Big Bang écarte actuellement la théorie des multivers, du moins jusqu'à ce qu'elle soit réfutée par de nouvelles observations réalisables grâce aux télescopes spatiaux ou par d'autres théories mathématiques.